# 南昌起义贺龙指挥部旧址
南昌起义贺龙指挥部旧址位于中国江西省南昌市东湖区子固路85号，原为中华圣公会宏道堂及其附属的宏道中学，1927年贺龙率领的国民革命军第二十军军部曾驻扎在此，并参与领导了“八一”南昌起义。1988年辟为南昌市民俗博物馆。
旧址共有两幢楼房，主楼作为二十军军部办公室，另一幢是贺龙的办公室兼卧室，刘伯承、恽代英等人也曾在此居住。1927年7月下旬，贺龙率领国民革命军第二十军进驻南昌，军指挥部设在宏道堂。1927年8月1日凌晨，贺龙、刘伯承、周逸群在此指挥了武装起义。现在大楼一楼为“贺龙元帅生平展”，礼堂按1927年起义期间的原貌恢复；二楼和三楼作为南昌市民俗博物馆展厅，展出老南昌的民俗文物。旧址小楼有贺龙等起义领导人当年的卧室，军官会议室的复原陈列。大楼大厅设有《贺龙元帅生平展》。
常年对外开放。

## 图集
- 主楼高三层
- “宏毅道成”
- 礼堂，按1927年原貌恢复
- 一楼室内的贺龙元帅生平展
- 文物保护单位标志